# 대한민국의 인터넷 검열
대한민국은 방송통신심의위원회가 2000년대에 들어서면서 인터넷 서비스 제공자와 협력하여 불법 정보를 담고 있는 사이트를 차단하기 시작했다. 이는 외국에 거처를 둔 불법 사이트의 경우는 대한민국의 인터넷 이용자를 목표로 사이트를 만들었다고 해도 외국의 법을 적용받는 까닭에 처벌하기 힘들다는 명목 하에서다.
2012년 3월 12일 국경 없는 기자회에서 발표한 《2012년 인터넷의 적국》 발표에서 대한민국은 2008년 이후 4년 연속 〈인터넷 감시국〉으로 선정되었다. 보고서에서는 온라인 게시물 삭제, 국가보안법을 적용하여 트위터 사용자를 구속한 사례, 트위터를 이용한 선거운동에 대한 규제, 나경원 전 의원에 대한 허위사실을 유포했다는 혐의로 법정소송에 휘말린 언론인 김어준의 사례 등이 근거로 제시되었다. 2010년에도 국경 없는 기자회는 대한민국과 오스트레일리아, 프랑스를 인터넷 검열을 한 유일한 민주주의 국가라고 발표하였다.
2019년 2월, 문재인 정부에서 불건전한 내용과 저작권 침해를 원천 봉쇄하겠다는 명목으로 HTTPS를 통한 해외 사이트 접속을 막는 인터넷 검열 방안을 발표 및 실시하자 더 큰 논란이 발생하였는데, 이 방식은 암호화의 인증 과정에서 주고받게 되는 SNI 패킷을 보고 웹사이트 접속을 차단하는 방식이다. 본래 방송통신심의위원회에서는 해당 위원회에서 지정한 '유해 사이트'에 국민들이 접속하지 못하도록 URL 접근을 특수한 사이트로 강제 우회시키고 있었는데, HTTPS를 통한 접속이 많아지면서 실용성이 없어지자 이같은 방안을 따르도록 국내 통신사들에 명령하였다.
방송통신심의위원회를 한국을 넘어 1세계 국가들 중 최악의 검열기구로 평가받게 하는 가장 큰 원인이다. 이에 따라 ONI에서는 대한민국을 '상당한 검열 국가'로 분류한 바 있으며, 국경없는 기자회 측이 발표한 《인터넷의 적》에서 '감시 중인 국가'로 분류되었다.

## 불법 사이트
불법 사이트에 대한 각 담당기관은 다음과 같다.
- 안보위해행위 - 경찰청
- 도박 - 경찰청
- 음란 - 방송통신심의위원회 통신심의국
- 불법 식품판매 - 식품의약품안전처 식품관리과
- 불법 건강식품 판매, 식품과대 광고 - 식품의약품안전처 건강기능식품정책과
- 불법 의약품 판매 - 식품의약품안전처 의약품관리과
- 불법 화장품 판매 - 식품의약품안전처 화장품정책과
- 불법 의료기기 판매 - 식품의약품안전처 의료기기관리과
- 불법 마약류 제조 및 판매 - 식품의약품안전처 마약정책과
- 불법 체육진흥투표권 판매 - 사행산업통합감독위원회, 국민체육진흥공단
- 불법 승자투표권 구매대행 - 국민체육진흥공단 경륜/경정운영본부
- 불법 마권 구매대행 - 한국마사회
- 상표권 - 한국지식재산보호원
- 저작권 - 한국저작권보호원 해외보호팀

## 논란
방송통신심의위원회는 유해성이 짙다고 판단한 사이트에 국민들이 접속하지 못하도록 특정 사이트로 우회시키는 방식의 인터넷 검열을 실시하고 있으며, 이에 관하여 많은 논란이 있음에도 불구하고 계속적으로 시행되고 있다. 심의위원회에서는 음란물이나 도박에 관련된 사이트를 위주로 완전한 차단을 시행하고 있다.
HTTPS를 통한 우회접속도 검열 대상에 포함하는 방안이 발표·실시되자 더 큰 논란이 일게 되었다. 이에 따르면 본래 방송통신심의위원회에서 막지 못하던 국민들의 HTTPS 접속을 막기 위하여 암호화의 인증 과정에서 주고받게 되는 SNI 패킷을 보고 웹사이트 접속을 차단하는 검열방식을 채택하게 되었으며, 명목은 저작권 보호 및 유해물 원천 봉쇄이다. 방통위는 895개의 사이트에 대한 접속을 차단할 것을 통신사들에 명령하고 있으며, 위원회가 지정한 '유해 사이트'는 지속적으로 늘어나고 있다. 현재 HTTPS 접속에 대하여 정부 차원의 검열을 시행하는 국가는 전세계에서 대한민국과 중국 뿐이다.

## 비판
인터내셔널 헤럴드 트리뷴, CNN, 뉴욕 타임스 등의 언론사들이 대한민국의 인터넷 검열을 비판하였다.

## 같이 보기
- 대한민국 방송통신심의위원회
- 대한민국의 검열
- 인터넷 검열
- https 차단 논란